# Phil Hill (culturista)
Philip Hill, detto Phil (Trenton, 12 ottobre 1963 – Trenton, 21 gennaio 2017), è stato un culturista statunitense.

## Biografia
Nato nel New Jersey, fin da piccolo si appassionò al mondo del culturismo diventando, a soli 19 anni, il più giovane professionista nella storia della disciplina.
La sua prima gara importante fu al New Jersey Pro del 1982, dove ottenne il primo posto. Partecipò anche a molte altre gare e la sua ultima apparizione fu al Niagara Pro del 1990 dove si piazzò undicesimo. Hill avrebbe dovuto partecipare anche al Night of Champions dello stesso anno ma alla fine non si presentò.
Ritiratosi a soli 27 anni, da quel momento si limitò a fare guest posing in svariate competizioni.
È morto d'infarto nel 2017 all'età di 53 anni.

## Piazzamenti nel bodybuilding
- 1982 Mr. New Jersey
- 1986 AAU Mr. America Medium
- 1986 AAU Mr. USA Medium & Overall
- 1987 NPC Nationals Heavyweight
- 1988 IFBB Niagara Falls Pro Invitational – Secondo posto
- 1988 IFBB Night of Champions
- 1988 Mister Olympia – Dodicesimo posto
- 1989 IFBB Grand Prix England – Terzo posto
- 1989 IFBB Grand Prix Finland – Quarto posto
- 1989 IFBB Grand Prix Holland – Terzo posto
- 1990 IFBB Niagara Falls Pro Invitational – Undicesimo posto